# 諾貝爾獎得主列表

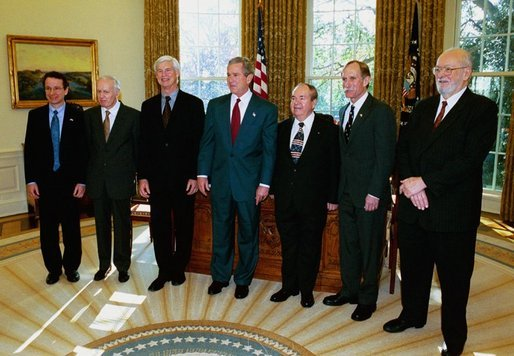
時任美國總統喬治·布殊在橢圓形辦公室會見6位2003年的諾貝爾獎得主。由左至右分別是化學獎得主羅德里克·麥金農博士、化學獎得主安東尼·萊格特博士、經濟學獎得主羅伯特·F·恩格爾博士、物理學獎得主阿列克謝·阿布里科索夫博士、化學獎得主彼得·阿格雷博士和生理及醫學獎得主保羅·勞特伯博士。

諾貝爾獎（瑞典語：Nobelpriset）是一項由瑞典皇家科學院、瑞典學院、卡羅琳學院和挪威諾貝爾委員會頒發給對化學、物理、文學、和平、生理及醫學以及经济学等六方面有著傑出貢獻的人士或組織的獎項。諾貝爾獎是根據阿尔弗雷德·诺贝尔在1895年的遺囑而設立的，並由諾貝爾基金會管理阿尔弗雷德·诺贝尔的遺產及諾貝爾獎的頒發。諾貝爾經濟學獎則是由瑞典中央銀行於1968年設立的，以表揚在經濟方面作出貢獻的人士。每個獎項都是由不同的委員會負責頒發：化學獎、物理學獎和經濟學獎都是經由瑞典皇家科學院頒發，文學獎就經由瑞典學院頒發，生理及醫學獎經由卡羅琳學院頒發，和平獎經由挪威諾貝爾委員會頒發。每名諾貝爾獎得主都會獲得獎章、證書和獎金。1901年，首名諾貝爾獎得主獲得了150,782瑞典克朗，這筆獎金在2017年12月已相等於8,402,670瑞典克朗。2008年，諾貝爾獎得主獲得大約10,000,000瑞典克朗。每年阿尔弗雷德·诺贝尔的死忌，物理学、化学、生理及医学、文学和经济学獎項會在斯德哥爾摩頒發，而和平奖则会在奥斯陆颁发。
截至2024年，已有976位人士和28個組織獲得諾貝爾獎。在諾貝爾獎得主中，有6名得主所屬的政府拒絕讓他們前往領獎，阿道夫·希特拉禁止其中3位德國得主，分別是里夏德·庫恩（1938年化學獎）、阿道夫·布特南特（1939年化學獎）和格哈德·多馬克（1939年生理及醫學獎），另三位則是因為受到蘇聯政府施壓而拒絕領獎的鮑里斯·巴斯特納克（1958年文學獎）、被中華人民共和國監禁而無法領獎的劉曉波（2010年和平獎），以及被伊朗当局囚禁的纳尔吉斯·穆罕默迪（2023年和平奖）。1964年文學獎得主尚-保羅·薩特和1973年和平獎得主黎德壽是目前仅有的兩名拒絕領獎的得主；尚-保羅·薩特拒絕獎項的原因是他拒絕所有官方獎項，黎德壽拒絕的原因則是當時越南仍陷入戰亂之中。有6名得主曾多次獲得諾貝爾獎，其中紅十字國際委員會曾三奪諾貝爾和平獎，是獲獎次數最多的得主。在976位諾貝爾獎得主中，有66位是女性，而第一位女性諾貝爾獎得主是瑪麗·居禮（1903年物理學獎得主）。某些由於外圍因素或缺乏提名而沒有頒發諾貝爾獎的年份中原本的獎金會回撥到基金用作其他相關獎項。在1940年至1942年之間，因為第二次世界大戰諾貝爾獎停止頒發，而2018年的文學獎亦因性侵醜聞的影響而推遲一年頒獎。

## 20世纪得主列表

### 1901年至1968年
| 年份   | 物理學獎                                      | 化學獎                                              | 生理學或醫學獎                                                   | 文學獎                               | 和平獎                                        |
| ------ | --------------------------------------------- | --------------------------------------------------- | ---------------------------------------------------------------- | ------------------------------------ | --------------------------------------------- |
| 1901年 | 威廉·倫琴                                     | 雅各布斯·亨里克斯·范托夫                            | 埃米爾·阿道夫·馮·貝林                                            | 蘇利·普呂多姆                        | 讓·亨利·杜南 弗雷德里克·帕西                  |
| 1902年 | 亨得里克·洛侖茲 彼得·塞曼                     | 赫爾曼·費歇爾                                       |                                                                  | 特奧多爾·蒙森                        | 埃利·迪科門 夏爾萊·阿爾貝特·戈巴特            |
| 1903年 | 亨利·贝克勒 皮埃爾·居里 瑪麗·居里             | 斯凡特·奧古斯特·阿倫尼烏斯                          | 尼爾斯·呂貝里·芬森                                               | 比昂斯滕·比昂松                      | 威廉·蘭德爾·克里默                            |
| 1904年 | 约翰·斯特拉特                                 | 威廉·拉姆齊                                         | 伊萬·巴甫洛夫                                                    | 弗雷德里克·米斯特拉爾 何塞·埃切加賴  | 國際法研究院                                  |
| 1905年 | 菲利普·萊納德                                 | 阿道夫·馮·拜爾                                      | 羅伯·柯霍                                                        | 亨利克·顯克微支                      | 貝爾塔·馮·蘇特納                              |
| 1906年 | 約瑟夫·湯姆森                                 | 亨利·莫瓦桑                                         | 卡米洛·高爾基 聖地亞哥·拉蒙-卡哈爾                               | 喬祖埃·卡爾杜齊                      | 西奧多·羅斯福                                 |
| 1907年 | 阿爾伯特·邁克生                               | 愛德華·畢希納                                       | 夏爾·路易·阿方斯·拉韋朗                                          | 約瑟夫·魯德亞德·吉卜林               | 埃內斯托·泰奧多羅·莫內塔 路易·雷諾            |
| 1908年 | 加布里埃爾·李普曼                             | 歐內斯特·盧瑟福                                     | 伊利亞·梅契尼可夫 保羅·埃爾利希                                  | 魯道爾夫·歐肯                        | 克拉斯·蓬圖斯·阿諾爾德松 弗雷德里克·貝耶      |
| 1909年 | 古列爾莫·馬可尼 卡爾·布勞恩                   | 威廉·奧斯特瓦爾德                                   | 埃米爾·特奧多爾·科赫爾                                           | 塞爾瑪·拉格洛夫                      | 奧古斯特·貝爾納特 保羅·德康斯坦               |
| 1910年 | 約翰內斯·范德瓦耳斯                           | 奧托·瓦拉赫                                         | 阿爾布雷希特·科塞爾                                              | 保羅·海塞                            | 國際和平局                                    |
| 1911年 | 威廉·維因                                     | 瑪麗·居禮                                           | 阿爾瓦·古爾斯特蘭德                                              | 莫里斯·梅特林克                      | 托比亞斯·阿賽爾 阿爾弗雷德·赫爾曼·弗里德      |
| 1912年 | 古斯塔夫·達倫                                 | 維克多·格林尼亞 保羅·薩巴捷                         | 亞歷克西·卡雷爾                                                  | 格哈特·霍普特曼                      | 伊萊休·魯特                                   |
| 1913年 | 海克·卡末林·昂內斯                            | 阿爾弗雷德·維爾納                                   | 夏爾·羅貝爾·里歇                                                 | 羅賓德拉納特·泰戈爾                  | 亨利·拉方丹                                   |
| 1914年 | 馬克斯·馮·勞厄                                | 西奧多·理查茲                                       | 羅伯特·巴拉尼                                                    | 沒有頒獎                             | 沒有頒獎                                      |
| 1915年 | 威廉·亨利·布拉格 威廉·勞倫斯·布拉格           | 里夏德·維爾施泰特                                   | 沒有頒獎                                                         | 羅曼·羅蘭                            | 沒有頒獎                                      |
| 1916年 | 沒有頒獎                                      | 沒有頒獎                                            | 沒有頒獎                                                         | 魏爾納·海頓斯坦姆                    | 沒有頒獎                                      |
| 1917年 | 查爾斯·巴克拉                                 | 沒有頒獎                                            | 沒有頒獎                                                         | 卡爾·阿道夫·蓋勒魯普 亨利克·蓬托皮丹 | 國際紅十字會                                  |
| 1918年 | 馬克斯·普朗克                                 | 弗里茨·哈伯                                         | 沒有頒獎                                                         | 沒有頒獎                             | 沒有頒獎                                      |
| 1919年 | 約翰尼斯·斯塔克                               | 沒有頒獎                                            | 朱爾·博爾代                                                      | 卡爾·施皮特勒                        | 伍德羅·威爾遜                                 |
| 1920年 | 夏爾·紀堯姆                                   | 沃爾特·能斯特                                       | 奧古斯特·克羅                                                    | 克努特·漢姆生                        | 萊昂·布儒瓦                                   |
| 1921年 | 阿爾伯特·愛因斯坦                             | 弗雷德里克·索迪                                     | 沒有頒獎                                                         | 阿納托爾·法郎士                      | 卡爾·亞爾馬·布蘭廷 克里斯蒂安·勞斯·朗格       |
| 1922年 | 尼爾斯·波耳                                   | 弗朗西斯·阿斯頓                                     | 阿奇博爾德·希爾 奧托·邁爾霍夫                                    | 哈辛托·貝納文特                      | 弗里喬夫·南森                                 |
| 1923年 | 羅伯特·密立根                                 | 弗里茨·普雷格爾                                     | 弗雷德里克·班廷 約翰·麥克勞德                                    | 威廉·勃特勒·葉芝                     | 沒有頒獎                                      |
| 1924年 | 曼內·西格巴恩                                 | 沒有頒獎                                            | 威廉·埃因托芬                                                    | 瓦迪斯瓦夫·雷蒙特                    | 沒有頒獎                                      |
| 1925年 | 詹姆斯·法蘭克 古斯塔夫·赫茲                   | 里夏德·阿道夫·席格蒙迪                              | 沒有頒獎                                                         | 蕭伯納                               | 奧斯丁·張伯倫 查爾斯·蓋茨·道斯                |
| 1926年 | 讓·佩蘭                                       | 特奧多爾·斯韋德貝里                                 | 約翰尼斯·菲比格                                                  | 格拉齊亞·黛萊達                      | 阿里斯蒂德·白里安 古斯塔夫·施特雷澤曼         |
| 1927年 | 阿瑟·康普頓 查爾斯·威爾森                     | 海因里希·奧托·威蘭                                  | 朱利葉斯·瓦格納-堯雷格                                           | 亨利·柏格森                          | 費迪南·比松 路德維希·克魏德                   |
| 1928年 | 歐文·瑞查森                                   | 阿道夫·溫道斯                                       | 查爾斯·尼柯爾                                                    | 西格里德·溫塞特                      | 沒有頒獎                                      |
| 1929年 | 路易·德布羅意公爵                             | 阿瑟·哈登 漢斯·奧伊勒-克爾平                        | 克里斯蒂安·艾克曼 弗雷德里克·霍普金斯                            | 托馬斯·曼                            | 弗蘭克·凱洛格                                 |
| 1930年 | 錢德拉塞卡拉·拉曼                             | 汉斯·费歇尔                                         | 卡爾·蘭德施泰納                                                  | 辛克萊·劉易斯                        | 納坦·瑟德布盧姆                               |
| 1931年 | 沒有頒獎                                      | 卡爾·博施 弗里德里希·貝吉烏斯                       | 奧托·海因里希·瓦爾堡                                             | 埃里克·阿克塞爾·卡爾費爾特           | 簡·亞當斯 尼古拉斯·默里·巴特勒                |
| 1932年 | 維爾納·海森堡                                 | 歐文·朗繆爾                                         | 查爾斯·斯科特·謝靈頓 埃德加·阿德里安                             | 約翰·高爾斯華綏                      | 沒有頒獎                                      |
| 1933年 | 埃爾文·薛丁格 保羅·狄拉克                     | 沒有頒獎                                            | 托馬斯·亨特·摩爾根                                               | 伊凡·亞歷克塞維奇·蒲寧               | 諾曼·安吉爾                                   |
| 1934年 | 沒有頒獎                                      | 哈羅德·尤里                                         | 喬治·惠普爾 喬治·邁諾特 威廉·莫菲                                | 路伊吉·皮蘭德婁                      | 阿瑟·亨德森                                   |
| 1935年 | 詹姆斯·查德威克                               | 弗雷德里克·約里奧-居禮 伊倫·約里奧-居禮             | 漢斯·斯佩曼                                                      | 沒有頒獎                             | 卡爾·馮·奧西茨基                              |
| 1936年 | 維克托·赫斯 卡爾·安德森                       | 彼得·德拜                                           | 亨利·哈利特·戴爾 奧托·勒維                                       | 尤金·奧尼爾                          | 卡洛斯·薩維德拉·拉馬斯                        |
| 1937年 | 克林頓·戴維森 喬治·湯姆森                     | 沃爾特·霍沃思 保羅·卡勒                             | 聖捷爾吉·阿爾伯特                                                | 羅傑·馬丁·杜·加爾                    | 羅伯特·塞西爾                                 |
| 1938年 | 恩里科·費米                                   | 里夏德·庫恩[A]                                      | 柯奈爾·海門斯                                                    | 賽珍珠                               | 南森國際難民辦公室                            |
| 1939年 | 歐內斯特·勞倫斯                               | 阿道夫·布特南特[A] 拉沃斯拉夫·魯日奇卡              | 格哈德·多馬克[A]                                                 | 弗蘭斯·埃米爾·西蘭帕                 | 沒有頒獎                                      |
| 1940年 | 沒有頒獎                                      | 沒有頒獎                                            | 沒有頒獎                                                         | 沒有頒獎                             | 沒有頒獎                                      |
| 1941年 | 沒有頒獎                                      | 沒有頒獎                                            | 沒有頒獎                                                         | 沒有頒獎                             | 沒有頒獎                                      |
| 1942年 | 沒有頒獎                                      | 沒有頒獎                                            | 沒有頒獎                                                         | 沒有頒獎                             | 沒有頒獎                                      |
| 1943年 | 奧托·斯特恩                                   | 喬治·德海韋西                                       | 亨利克·達姆 愛德華·阿德爾伯特·多伊西                             | 沒有頒獎                             | 沒有頒獎                                      |
| 1944年 | 伊西多·拉比                                   | 奧托·哈恩                                           | 約瑟夫·厄爾蘭格 赫伯特·斯潘塞·加塞                               | 約翰內斯·威廉·延森                   | 紅十字國際委員會                              |
| 1945年 | 沃爾夫岡·泡利                                 | 阿爾圖裡·伊爾馬里·維爾塔寧                          | 亞歷山大·弗萊明 恩斯特·伯利斯·柴恩 霍華德·弗洛里                 | 加夫列拉·米斯特拉爾                  | 科德爾·赫爾                                   |
| 1946年 | 珀西·布里奇曼                                 | 詹姆士·薩姆納 約翰·霍華德·諾思羅普 溫德爾·斯坦利    | 赫爾曼·約瑟夫·馬勒                                               | 赫爾曼·黑塞                          | 愛米莉·巴爾奇 約翰·穆德                       |
| 1947年 | 爱德华·阿普尔顿                               | 羅伯特·魯賓遜                                       | 卡爾·斐迪南·科里 格蒂·科里 貝爾納多·奧賽                         | 安德烈·紀德                          | 英國教友會 美國教友會                         |
| 1948年 | 帕特里克·布萊克特                             | 阿爾內·蒂塞利烏斯                                   | 保羅·赫爾曼·穆勒                                                 | 托馬斯·斯特恩斯·艾略特               | 沒有頒獎[B]                                   |
| 1949年 | 湯川秀樹                                      | 威廉·吉奧克                                         | 瓦爾特·魯道夫·赫斯 安東尼奧·埃加斯·莫尼斯                        | 威廉·福克納                          | 約翰·博伊德·奧爾                              |
| 1950年 | 塞西爾·鮑威爾                                 | 奧托·迪爾斯 庫爾特·阿爾德                           | 菲利普·肖瓦特·亨奇 愛德華·卡爾文·肯德爾 塔德烏什·賴希施泰因      | 伯特蘭·羅素                          | 拉爾夫·本奇                                   |
| 1951年 | 約翰·考克饒夫 歐內斯特·沃吞                   | 埃德溫·麥克米倫 格倫·西奧多·西博格                  | 馬克斯·泰累爾                                                    | 佩爾·拉格奎斯特                      | 列翁·茹奧                                     |
| 1952年 | 費利克斯·布洛赫 愛德華·珀塞尔                 | 阿徹·約翰·波特·馬丁 理查德·勞倫斯·米林頓·辛格       | 賽爾曼·A·瓦克斯曼                                                | 弗朗索瓦·莫里亞克                    | 艾伯特·史懷哲                                 |
| 1953年 | 弗里茨·塞爾尼克                               | 赫爾曼·施陶丁格                                     | 漢斯·阿道夫·克雷布斯 弗里茨·阿爾貝特·李普曼                      | 溫斯頓·丘吉爾                        | 喬治·卡特萊特·馬歇爾                          |
| 1954年 | 馬克斯·玻恩 瓦爾特·博特                       | 萊納斯·鮑林                                         | 約翰·富蘭克林·恩德斯 弗雷德里克·查普曼·羅賓斯 托馬斯·哈克爾·韋勒 | 歐內斯特·海明威                      | 聯合國難民署                                  |
| 1955年 | 威利斯·蘭姆 波利卡普·庫施                     | 文森特·迪維尼奧                                     | 胡戈·特奧雷爾                                                    | 哈爾多爾·拉克斯內斯                  | 沒有頒獎                                      |
| 1956年 | 威廉·肖克利 約翰·巴丁 沃爾特·布喇頓           | 西里爾·欣謝爾伍德 尼古拉·謝苗諾夫                   | 安德烈·弗雷德里克·考南德 沃納·福士曼 迪金森·伍德拉夫·理查茲      | 胡安·拉蒙·希梅內斯                   | 沒有頒獎                                      |
| 1957年 | 楊振寧 李政道                                 | 亞歷山大·R·托德                                     | 達尼埃爾·博韋                                                    | 阿爾貝·加繆                          | 萊斯特·皮爾遜                                 |
| 1958年 | 帕维尔·切连科夫 伊利亞·法蘭克 伊戈爾·塔姆     | 弗雷德里克·桑格                                     | 喬治·韋爾斯·比德爾 愛德華·勞里·塔特姆 喬舒亞·萊德伯格            | 鮑里斯·巴斯特納克[C]                 | 喬治·皮爾                                     |
| 1959年 | 埃米利奧·塞格雷 歐文·張伯倫                   | 雅羅斯拉夫·海羅夫斯基                               | 阿瑟·科恩伯格 塞韋羅·奧喬亞                                      | 萨尔瓦托雷·夸西莫多                  | 菲利普·J·諾埃爾-貝克                          |
| 1960年 | 唐納德·格拉澤                                 | 威拉德·利比                                         | 弗蘭克·麥克法蘭·伯內特 彼得·梅達沃                               | 聖瓊·佩斯                            | 艾伯特·約翰·盧圖利                            |
| 1961年 | 羅伯特·霍夫施塔特 魯道夫·穆斯堡爾             | 梅爾文·卡爾文                                       | 蓋歐爾格·馮·貝凱希                                               | 伊沃·安德里奇                        | 達格·哈馬舍爾德                               |
| 1962年 | 列夫·朗道                                     | 馬克斯·佩魯茨 約翰·肯德魯                           | 佛朗西斯·克里克 詹姆斯·杜威·沃森 莫里斯·威爾金斯                 | 約翰·史坦貝克                        | 萊納斯·鮑林                                   |
| 1963年 | 尤金·維格納 瑪麗亞·格佩特-梅耶 約翰內斯·延森  | 卡爾·齊格勒 居禮奧·納塔                             | 約翰·卡魯·埃克爾斯 艾倫·勞埃德·霍奇金 安德魯·赫胥黎              | 喬治·塞菲裡斯                        | 紅十字國際委員會 紅十字會與紅新月會國際聯合會 |
| 1964年 | 查爾斯·湯斯 尼古拉·巴索夫 亞歷山大·普羅霍羅夫 | 多蘿西·克勞福特·霍奇金                              | 康拉德·布洛赫 費奧多爾·呂嫩                                      | 尚-保羅·薩特[D]                      | 馬丁·路德·金                                  |
| 1965年 | 朝永振一郎 朱利安·施溫格 理查德·費曼          | 羅伯特·伯恩斯·伍德沃德                              | 方斯華·賈克柏 安德列·利沃夫 賈克·莫諾                            | 米哈伊爾·亞歷山大羅維奇·肖洛霍夫     | 聯合國兒童基金會                              |
| 1966年 | 阿爾弗雷德·卡斯特勒                           | 羅伯特·馬利肯                                       | 裴頓·勞斯 查爾斯·布蘭頓·哈金斯                                   | 薩繆爾·約瑟夫·阿格農 奈莉·薩克斯     | 沒有頒獎                                      |
| 1967年 | 漢斯·貝特                                     | 曼弗雷德·艾根 羅納德·喬治·雷伊福特·諾里什 喬治·波特 | 拉格納·格拉尼特 霍爾登·凱弗·哈特蘭 喬治·沃爾德                   | 米格爾·阿斯圖里亞斯                  | 沒有頒獎                                      |
| 1968年 | 路易斯·阿爾瓦雷茨                             | 拉斯·昂薩格                                         | 羅伯特·W·霍利 哈爾·葛賓·科拉納 馬歇爾·沃倫·尼倫伯格              | 川端康成                             | 勒內·卡森                                     |
| 年份   | 物理學獎                                      | 化學獎                                              | 生理學或醫學獎                                                   | 文學獎                               | 和平獎                                        |

### 1969年至2000年
| 年份   | 物理學獎                                    | 化學獎                                              | 生理學或醫學獎                                         | 文學獎                    | 和平獎                                       | 經濟學獎                              |
| ------ | ------------------------------------------- | --------------------------------------------------- | ------------------------------------------------------ | ------------------------- | -------------------------------------------- | ------------------------------------- |
| 1969年 | 默里·蓋爾曼                                 | 德里克·巴頓 奧德·哈塞爾                             | 馬克斯·德爾布呂克 阿弗雷德·赫希 薩爾瓦多·盧瑞亞        | 塞繆爾·貝克特             | 國際勞工組織                                 | 朗納·弗里施 簡·丁伯根                 |
| 1970年 | 漢尼斯·阿爾文 路易·奈爾                     | 路易斯·費德里克·勒盧瓦爾                            | 朱利葉斯·阿克塞爾羅德 烏爾夫·馮·奧伊勒 伯納德·卡茨     | 亞歷山大·索贊尼辛         | 諾曼·布勞格                                  | 保羅·薩繆爾森                         |
| 1971年 | 伽博·丹尼斯                                 | 格哈德·赫茨貝格                                     | 埃魯·威爾布爾·蘇德蘭                                   | 巴勃羅·聶魯達             | 維利·勃蘭特                                  | 西蒙·庫茲涅茨                         |
| 1972年 | 約翰·巴丁 利昂·庫珀 約翰·施里弗             | 克里斯琴·伯默爾·安芬森 斯坦福·摩爾 威廉·霍華德·斯坦 | 傑拉爾德·埃德爾曼 羅德尼·羅伯特·波特                   | 海因里希·伯爾             | 沒有頒獎                                     | 約翰·希克斯 肯尼斯·約瑟夫·阿羅        |
| 1973年 | 江崎玲於奈 伊瓦爾·賈埃弗 布賴恩·約瑟夫森    | 恩斯特·奧托·菲舍爾 傑弗里·威爾金森                  | 卡爾·馮·弗利 康拉德·洛倫茲 尼可拉斯·庭伯根             | 帕特里克·懷特             | 亨利·季辛吉 黎德壽[E]                        | 華西里·列昂惕夫                       |
| 1974年 | 馬丁·賴爾 安東尼·休伊什                     | 保羅·弗洛里                                         | 阿爾伯特·克勞德 克里斯汀·德·迪夫 喬治·埃米爾·帕拉德    | 埃溫特·約翰遜 哈里·馬丁遜 | 肖恩·麥克布賴德 佐藤榮作                     | 弗里德里希·哈耶克 貢納爾·默達爾       |
| 1975年 | 奥格·玻尔 本·莫特森 利奧·雷恩沃特           | 約翰·康福思 弗拉迪米爾·普雷洛格                     | 戴維·巴爾的摩 羅納托·杜爾貝科 霍華德·馬丁·特明         | 埃烏傑尼奧·蒙塔萊         | 安德烈·德米特里耶維奇·薩哈羅夫               | 列昂尼德·坎托羅維奇 特亞林·科普曼斯   |
| 1976年 | 伯頓·里克特 丁肇中                          | 威廉·利普斯科姆                                     | 巴魯克·塞繆爾·布隆伯格 丹尼爾·卡爾頓·蓋杜謝克          | 索爾·貝婁                 | 貝蒂·威廉斯 梅里德·科里根·麥奎爾             | 米爾頓·佛利民                         |
| 1977年 | 菲利普·安德森 內維爾·莫特 約翰·凡扶累克     | 伊利亞·普里高津                                     | 羅歇·吉耶曼 安德魯·沙利 羅莎琳·薩斯曼·耶洛             | 阿萊克桑德雷·梅洛         | 國際特赦組織                                 | 貝蒂爾·奧林 詹姆斯·米德               |
| 1978年 | 彼得·卡皮查 阿诺·彭齐亚斯 羅伯特·威爾遜     | 彼得·米切爾                                         | 沃納·亞伯 丹尼爾·那森斯 漢彌爾頓·史密斯                | 艾薩克·巴什維斯·辛格      | 穆罕默德·安瓦爾·薩達特 梅納赫姆·貝京         | 赫伯特·西蒙                           |
| 1979年 | 謝爾登·格拉肖 阿卜杜勒·薩拉姆 史蒂文·溫伯格 | 赫伯特·布朗 格奧爾格·維蒂希                         | 阿蘭·麥克萊德·科馬克 高弗雷·豪斯費爾德                 | 奧德修斯·埃裡蒂斯         | 德蘭修女                                     | 威廉·阿瑟·劉易斯 西奧多·舒爾茨        |
| 1980年 | 詹姆斯·克羅寧 瓦爾·菲奇                     | 保羅·伯格 沃特·吉爾伯特 弗雷德里克·桑格             | 巴茹·貝納塞拉夫 讓·多塞 喬治·斯內爾                    | 切斯瓦夫·米沃什           | 阿道弗·佩雷斯·埃斯基維爾                     | 勞倫斯·羅·克萊因                      |
| 1981年 | 凯·西格巴恩 尼古拉斯·布隆伯根 阿瑟·肖洛     | 福井謙一 羅德·霍夫曼                                | 羅傑·斯佩里 大衛·休伯爾 托斯坦·維厄瑟爾                | 埃利亞斯·卡內蒂           | 聯合國難民公署                               | 詹姆士·托賓                           |
| 1982年 | 肯尼斯·威爾遜                               | 亞倫·克拉格                                         | 蘇恩·伯格斯特龍 本特·薩穆埃爾松 約翰·范恩              | 加西亞·馬爾克斯           | 阿爾瓦·米達爾 阿方索·加西亞·羅夫萊斯         | 喬治·斯蒂格勒                         |
| 1983年 | 蘇布拉馬尼揚·錢德拉塞卡 威廉·福勒           | 亨利·陶布                                           | 巴巴拉·麥克林托克                                      | 威廉·戈爾丁               | 萊赫·華里沙                                  | 羅拉爾·德布魯                         |
| 1984年 | 卡洛·魯比亞 西蒙·范德梅爾                   | 羅伯特·布魯斯·梅里菲爾德                            | 尼爾斯·傑尼 喬治斯·克勒 色薩·米爾斯坦                  | 雅羅斯拉夫·塞弗爾特       | 德斯蒙德·图图主教                            | 理查德·約翰·斯通                      |
| 1985年 | 克勞斯·馮·克利青                            | 赫伯特·豪普特曼 傑爾姆·卡爾                         | 麥可·布朗 約瑟夫·里歐納德·戈爾茨坦                     | 克洛德·西蒙               | 國際防止核戰爭醫生組織                       | 弗蘭科·莫迪利安尼                     |
| 1986年 | 恩斯特·魯斯卡 格爾德·賓寧 海因里希·羅雷爾   | 達德利·赫施巴赫 李遠哲 約翰·波拉尼                  | 斯坦利·科恩 麗塔·列維-蒙塔爾奇尼                       | 沃萊·索因卡               | 埃利·維瑟爾                                  | 詹姆斯·布坎南                         |
| 1987年 | 約翰內斯·貝德諾爾茨 卡爾·米勒               | 唐納德·克拉姆 讓-馬里·萊恩 查爾斯·佩特森            | 利根川進                                               | 約瑟夫·布羅茨基           | 奧斯卡·阿里亞斯·桑切斯                       | 羅伯特·索洛                           |
| 1988年 | 利昂·萊德曼 梅爾文·施瓦茨 傑克·施泰因貝格爾 | 約翰·戴森霍費爾 羅伯特·胡貝爾 哈特穆特·米歇爾       | 詹姆士·W·布拉克 格特魯德·B·埃利恩 喬治·希青斯          | 納吉布·馬哈福茲           | 聯合國維持和平部隊                           | 莫里斯·阿萊斯                         |
| 1989年 | 諾曼·拉姆齊 汉斯·德默尔特 沃爾夫岡·保羅     | 西德尼·奧特曼 托馬斯·切赫                           | 米高·畢曉普 哈羅德·瓦慕斯                              | 卡米洛·何塞·塞拉          | 第十四世達賴喇嘛·丹增嘉措                    | 特里夫·哈維默                         |
| 1990年 | 傑爾姆·弗里德曼 亨利·肯德爾 理查·泰勒       | 艾里亞斯·詹姆斯·科里                                | 約瑟夫·默里 唐納爾·托馬斯                              | 奧克塔維奧·帕斯           | 米哈伊爾·戈爾巴喬夫                          | 默頓·米勒 哈里·馬科維茨 威廉·夏普     |
| 1991年 | 皮埃爾-吉勒·德熱納                          | 理查德·恩斯特                                       | 厄溫·內爾 伯特·薩克曼                                  | 內丁·戈迪默               | 昂山素姬                                     | 羅納德·科斯                           |
| 1992年 | 喬治·夏帕克                                 | 羅道夫·馬庫斯                                       | 埃德蒙·費希爾 埃德溫·克雷布斯                          | 德里克·沃爾科特           | 里戈韋塔·門楚·圖姆                           | 蓋瑞·貝克                             |
| 1993年 | 拉塞爾·赫爾斯 約瑟夫·泰勒                   | 凱利·穆利斯 米高·史密斯                             | 理察·羅伯茨 菲利普·夏普                                | 托妮·莫里森               | 納爾遜·曼德拉 弗雷德里克·威廉·戴克拉克       | 羅伯特·福格爾 道格拉斯·諾斯           |
| 1994年 | 伯特倫·布羅克豪斯 克利福德·沙爾             | 喬治·安德魯·歐拉                                    | 艾爾佛列·古曼·吉爾曼 馬丁·羅德貝爾                     | 大江健三郎                | 亞西爾·阿拉法特 希蒙·佩雷斯 伊扎克·拉賓      | 約翰·拿殊 約翰·夏仙義 萊因哈德·澤爾騰 |
| 1995年 | 馬丁·佩爾 弗雷德里克·萊因斯                 | 保羅·克魯岑 馬里奧·莫利納 弗蘭克·羅蘭               | 愛德華·路易斯 克里斯汀·紐斯林-沃爾哈德 艾瑞克·威斯喬斯 | 謝默斯·希尼               | 約瑟夫·羅特布拉特 帕格沃什科學和世界事務會議 | 小羅伯特·盧卡斯                       |
| 1996年 | 戴維·李 道格拉斯·奧謝羅夫 罗伯特·理查森     | 羅伯特·柯爾 哈羅德·克羅托 理查德·斯莫利             | 彼得·杜赫提 羅夫·辛克納吉                              | 維斯拉瓦·辛波絲卡         | 卡洛斯·菲利普·西門內斯·貝洛 何塞·拉莫斯·霍塔 | 詹姆斯·莫理斯 威廉·維克里             |
| 1997年 | 朱棣文 克洛德·科昂-唐努德日 威廉·菲利普斯   | 保羅·博耶 約翰·沃克爾 延斯·克里斯汀·斯科            | 史坦利·布魯希納                                        | 達里奧·福                 | 國際反地雷組織 喬迪·威廉姆斯                 | 羅伯特·C·默頓 邁倫·斯科爾斯           |
| 1998年 | 霍斯特·施特默 羅伯特·勞夫林 崔琦            | 沃特·科恩 約翰·波普                                 | 羅伯·佛契哥德 路易斯·伊格纳罗 費瑞·慕拉德              | 若澤·薩拉馬戈             | 約翰·休姆 大衛·特林布爾                      | 阿馬蒂亞·森                           |
| 1999年 | 傑拉德·特·胡夫特 馬丁紐斯·韋爾特曼          | 亞米德·齊威爾                                       | 古特·布洛伯爾                                          | 君特·格拉斯               | 無國界醫生                                   | 羅伯特·蒙代爾                         |
| 2000年 | 若雷斯·阿爾費羅夫 赫伯特·克勒默 傑克·基爾比 | 艾倫·黑格 艾倫·麥克迪爾米德 白川英樹                | 阿爾維德·卡爾森 保羅·格林加德 埃里克·坎德爾            | 高行健                    | 金大中                                       | 詹姆斯·赫克曼 丹尼爾·麥克法登         |
| 年份   | 物理學獎                                    | 化學獎                                              | 生理學或醫學獎                                         | 文學獎                    | 和平獎                                       | 經濟學獎                              |

## 21世纪得主列表

### 2001年至今
| 年份   | 物理學獎                                          | 化學獎                                            | 生理學或醫學獎                                        | 文學獎                      | 和平獎                                | 經濟學獎                                      |
| ------ | ------------------------------------------------- | ------------------------------------------------- | ----------------------------------------------------- | --------------------------- | ------------------------------------- | --------------------------------------------- |
| 2001年 | 埃里克·康奈爾 卡爾·威曼 沃爾夫岡·克特勒           | 威廉·諾爾斯 野依良治 巴里·夏普萊斯                | 利蘭·哈特韋爾 蒂姆·亨特 保羅·納斯                     | 維·蘇·奈保爾                | 聯合國 科菲·安南                      | 喬治·阿克洛夫 米高·斯彭斯 約瑟夫·斯蒂格利茨   |
| 2002年 | 雷蒙德·戴維斯 小柴昌俊 里卡爾多·賈科尼            | 庫爾特·維特里希 約翰·貝內特·芬恩 田中耕一         | 悉尼·布倫納 羅伯特·霍維茨 約翰·蘇爾斯頓               | 凱爾泰斯·伊姆雷             | 吉米·卡特                             | 丹尼爾·卡內曼 弗農·史密斯                     |
| 2003年 | 阿列克謝·阿布里科索夫 維塔利·金兹堡 安東尼·萊格特 | 彼得·阿格雷 羅德里克·麥金農                       | 保羅·勞特伯 彼得·曼斯菲爾德                           | 約翰·馬克斯維爾·庫切        | 希爾琳·艾芭迪                         | 克萊夫·格蘭傑 羅伯特·恩格爾                   |
| 2004年 | 戴維·格婁斯 休·波利策 弗朗克·韋爾切克             | 阿龍·切哈諾沃 阿夫拉姆·赫什科                     | 理查德·阿克塞爾 琳達·巴克                             | 艾爾弗雷德·耶利內克         | 旺加里·馬塔伊                         | 芬恩·基德蘭德 愛德華·普雷斯科特               |
| 2005年 | 羅伊·格勞伯 約翰·霍爾 特奧多爾·亨施               | 羅伯特·格拉布 理查德·施羅克 伊夫·肖萬             | 巴里·馬歇爾 羅賓·沃倫                                 | 哈羅德·品特                 | 國際原子能機構 穆罕默德·巴拉迪        | 托馬斯·克羅姆比·謝林 羅伯特·約翰·奧曼         |
| 2006年 | 約翰·馬瑟 喬治·斯穆特                             | 羅傑·科恩伯格                                     | 安德魯·法厄 克雷格·梅洛                               | 奧爾罕·帕穆克               | 穆罕默德·尤努斯 孟加拉鄉村銀行        | 埃德蒙·費爾普斯                               |
| 2007年 | 艾爾伯·費爾 彼得·格林貝格                         | 格哈德·埃特爾                                     | 馬里奧·卡佩奇 馬丁·埃文斯 奧利弗·史密斯               | 多麗絲·萊辛                 | 政府間氣候變化專業委員會 阿爾·戈爾    | 里奧尼德·赫維克茲 艾力克·馬斯金 羅傑·梅爾森   |
| 2008年 | 小林誠 益川敏英 南部陽一郎                        | 下村脩 馬丁·查爾菲 錢永健                         | 哈拉爾德·楚爾·豪森 弗朗索瓦絲·巴爾-西諾西 呂克·蒙塔尼 | 讓-馬里·古斯塔夫·勒克萊齊奧 | 馬爾蒂·阿赫蒂薩里                     | 保羅·克魯格曼                                 |
| 2009年 | 高錕 威拉德·博伊爾 喬治·史密斯                    | 阿達·約納特 文卡特拉曼·拉馬克里希南 托馬斯·施泰茨 | 伊麗莎白·布萊克本 卡羅爾·格雷德 傑克·紹斯塔克         | 赫塔·米勒                   | 巴拉克·奧巴馬                         | 埃莉諾·奧斯特羅姆 奧利弗·威廉姆森             |
| 2010年 | 安德烈·海姆 康斯坦丁·諾沃肖洛夫                   | 理查德·赫克 根岸英一 鈴木章                       | 罗伯特·爱德华兹                                       | 馬里奧·巴爾加斯·略薩        | 劉曉波[F]                             | 彼得·戴蒙德 戴爾·莫滕森 克里斯托弗·皮薩里德斯 |
| 2011年 | 索尔·珀尔马特 布莱恩·施密特 亚当·里斯             | 丹·谢赫特曼                                       | 布鲁斯·博伊特勒 朱尔·奥夫曼 拉尔夫·斯坦曼             | 托马斯·特兰斯特罗默         | 莱伊曼·古博薇 塔瓦库·卡曼             | 托马斯·萨金特 克里斯托弗·西姆斯               |
| 2012年 | 塞尔日·阿罗什 戴维·瓦恩兰                         | 羅伯特·萊夫科維茨 布萊恩·克比爾卡                 | 约翰·格登爵士 山中伸彌                                | 莫言                        | 欧洲联盟                              | 阿尔文·罗思 劳埃德·沙普利                     |
| 2013年 | 弗朗索瓦·恩格勒 彼得·希格斯                       | 马丁·卡普拉斯 邁可·列維特 阿里耶·瓦舍尔           | 詹姆斯·罗斯曼 兰迪·谢克曼 托马斯·聚德霍夫             | 艾丽斯·芒罗                 | 禁止化學武器組織                      | 尤金·法马 拉尔斯·彼得·汉森 罗伯特·席勒        |
| 2014年 | 赤崎勇 天野浩 中村修二                            | 艾力克·貝齊格 斯特凡·赫尔 威廉·莫尔纳尔           | 约翰·奥基夫 迈-布里特·莫泽 爱德华·莫泽                | 帕特里克·莫迪亚诺           | 凱拉西·薩塔亞提 马拉拉·优素福扎伊     | 让·梯若尔                                     |
| 2015年 | 梶田隆章 阿瑟·麦克唐纳                            | 托马斯·林达尔 保罗·莫德里奇 阿齐兹·桑贾尔         | 威廉·塞西尔·坎贝尔 大村智 屠呦呦                      | 斯維拉娜·亞歷塞維奇         | 突尼西亞全國對話四方集團              | 安格斯·迪顿                                   |
| 2016年 | 戴维·索利斯 邓肯·霍尔丹 约翰·科斯特利茨           | 讓-皮埃爾·索瓦熱 弗雷澤·斯托達特 伯納德·費寧加    | 大隅良典                                              | 鲍勃·迪伦                   | 胡安·曼努埃尔·桑托斯                  | 奥利弗·哈特 本特·霍姆斯特罗姆                 |
| 2017年 | 萊納·魏斯 巴里·巴里什 基普·索恩                   | 雅克·杜布歇 約阿希姆·法蘭克 理查德·亨德森         | 杰弗里·霍尔 迈克尔·罗斯巴什 迈克尔·扬                 | 石黑一雄                    | 国际废除核武器运动                    | 理查德·塞勒                                   |
| 2018年 | 热拉尔·穆鲁 阿瑟·阿什金 唐娜·斯特里克兰           | 弗朗西斯·阿诺德 乔治·P·史密斯 格雷格·温特         | 詹姆斯·艾利森 本庶佑                                  | 奧爾嘉·朵卡萩[G]            | 德尼·穆奎格 纳迪娅·穆拉德             | 威廉·諾德豪斯 保羅·羅默                       |
| 2019年 | 吉姆·皮布尔斯 迪迪埃·奎洛兹 米歇尔·麦耶           | 約翰·B·古迪納夫 斯坦利·惠廷厄姆 吉野彰            | 威廉·凱林 彼得·拉特克利夫 格雷格·塞門扎               | 彼得·漢德克                 | 阿比·艾哈邁德·阿里                    | 阿巴希·巴納吉 艾絲特·杜芙若 麥可·克雷默       |
| 2020年 | 羅傑·彭羅斯 賴因哈德·根策爾 安德烈婭·蓋茲         | 埃马纽埃尔·卡彭蒂耶 詹妮弗·杜德纳                 | 哈維·阿爾特 麥可·霍頓 查爾斯·賴斯                     | 路易丝·格吕克               | 世界糧食計劃署                        | 保羅·米爾格龍 罗伯特·威尔遜                   |
| 2021年 | 真锅淑郎 克劳斯·哈塞尔曼 乔治·帕里西              | 本亚明·利斯特                                     | 戴维·朱利叶斯 阿登·帕塔普蒂安                         | 阿卜杜勒-拉扎克·古尔纳      | 玛丽亚·雷沙 德米特里·穆拉托夫         | 戴维·卡德 圭多·因本斯 约书亚·安格里斯特       |
| 2022年 | 阿兰·阿斯佩 约翰·克劳泽 安东·蔡林格               | 莫滕·梅爾達爾 卡尔·巴里·沙普利斯                  |                                                       |                             | 阿列斯·比亚利亚茨基 纪念 公民自由中心 | 本·伯南克 道格拉斯·戴蒙德 菲利普·迪布维格     |
| 2023年 | 皮埃爾·阿戈斯蒂尼 费伦茨·克劳斯 安妮·呂利耶       | 蒙吉·巴文迪 路易斯·布鲁斯 阿列克谢·埃基莫夫       | 考里科·卡塔林 德鲁·韦斯曼                             | 约恩·福瑟                   | 纳尔吉斯·穆罕默迪                     | 克劳迪娅·戈尔丁                               |
| 2024年 | 約翰·霍普菲爾德 杰弗里·辛顿                       | 戴维·贝克 傑米斯·哈薩比斯 約翰·江珀               | 維克托·安布羅斯 加里·魯夫昆                           | 韩江                        | 日本原水爆被害者團體協議會            | 达龙·阿杰姆奥卢 西蒙·约翰逊 詹姆斯·A·罗宾逊   |
| 年份   | 物理學獎                                          | 化學獎                                            | 生理學或醫學獎                                        | 文學獎                      | 和平獎                                | 經濟學獎                                      |

## 外部連結
- 瑞典皇家科學院官方網頁（页面存档备份，存于） （瑞典文）
- Official website of the Nobel Foundation（页面存档备份，存于） （英文）